# Stensjöns distrikt
Stensjöns distrikt är ett distrikt i Mölndals kommun och Västra Götalands län. 
Distriktet ligger i östra Mölndal.
Distriktet motsvaras av kommundelen "Östra Mölndal" som består av områdena Enerbacken, Forsåker, Grevedämmet, Helenevik, Kikås, Kristinedal, Lackarebäck,  Mölndals Kvarnby,  Ormås, Ryet, Rävekärr,  Sandbäck,  Sjövalla, Stensjöbacke, Stensjöberg och  Trädgården.

## Tidigare administrativ tillhörighet
Distriktet inrättades 2016 och utgörs av en del av området som Mölndals stad omfattade till 1971 och som före 1922 utgjorde Fässbergs socken.
Området motsvarar den omfattning Stensjöns församling hade vid årsskiftet 1999/2000 och som den fick 1977 efter utbrytning ur Mölndals församling.